# William Earl Buchan
William Earl „Bill“ Buchan (Aussprache: /ˈbʌkən/; * 9. Mai 1935 in Seattle) ist ein ehemaliger US-amerikanischer Segler.

## Erfolge
William Earl Buchan nahm an den Olympischen Spielen 1984 in Los Angeles in der Bootsklasse Star teil. Gemeinsam mit Steven Erickson wurde er Olympiasieger vor Joachim Griese und Michael Marcour aus Deutschland sowie den Italienern Giorgio Gorla und Alfio Peraboni. Dank unter anderem drei Siegen in insgesamt sieben Wettfahrten und einer Gesamtpunktzahl von 29,7 Punkten erhielten Buchan und Erickson die Goldmedaille.
Bei Weltmeisterschaften gewann Buchan insgesamt elf Medaillen und wurde viermal Weltmeister. 1961 gelang ihm in San Diego im Starboot der erste Titelgewinn, ehe 1965 der Gewinn der Bronzemedaille in Newport folgte. 1970 wurde er in Marstrand zum zweiten Mal Weltmeister und sicherte sich 1973 in San Diego, 1976 in Nassau und 1979 in Marstrand dreimal die Silbermedaille. 1975 wurde er in der Soling-Klasse Weltmeister. Von 1981 bis 1983 gewann er dreimal in Folge im Starboot Bronze, davon 1983 mit seinem Sohn William Carl Buchan. Seine letzte Medaille und gleichzeitig seinen dritten Weltmeistertitel im Starboot gewann er 1985 in Nassau. Buchan nahm 1974 als Skipper der Intrepid am America’s Cup teil. 2013 wurde er in die National Sailing Hall of Fame aufgenommen.